# Paphiopedilum insigne
Paphiopedilum insigne é uma espécie de orquídea (Orchidaceae) do Sudeste Asiático. Conhecido pelo nome comum de sapatinho (devido à forma do seu labelo), na Madeira é muito cultivado por motivos culturais e comerciais (mercado interno e exportação), sendo muito utilizado nas decorações típicas de Natal.

## Cultivo
Esta planta prefere solos arejados, altamente orgânicos, com muita matéria vegetal em decomposição. Apesar de gostar de muita luz, não aprecia o sol directo, podendo queimar as suas folhas. Apesar de preferir temperaturas amenas, superiores a 15 °C, poderá sobreviver e florescer em climas mais frios desde que não ocorra geada.
A sua propagação é essencialmente vegetativa, sendo que os seus fascículos (os "bolbos") devem ser separados e dispostos na altura da dormência da planta, após a floração (Janeiro a meados de Fevereiro no hemisfério norte).
A flor (uma por pedúnculo) começa a se formar no final do Verão a partir do meristema apical de cada uma das rosetas basais da planta, florescendo a partir de meados de Novembro até Janeiro (final do Outono, início do Inverno no hemisfério norte). A flor pode manter-se por cerca de 4-5 semanas na planta ou 3 semanas quando arrancada e colocada em água. Caso o pedúnculo da flor não seja arrancado da planta após a maturação, formar-se-á uma vagem arroxeada contendo as sementes, abrindo-se esta no Outono seguinte. Para que a mesma roseta possa produzir nova flor, dever-se-á arrancar o pedúnculo após a floração.